# Vito Wyprächtiger
Vito Wyprächtiger (* 23. Juli 1981 in Laufen) ist ein Schweizer Kunstflugpilot. Als erster Europäer hat Vito Wyprächtiger 2013 das Reno Air Race in der Kategorie Formula One gewonnen.

## Leben
Schon als Kind wollte Wyprächtiger Pilot werden. Mit 15 Jahren begann er, Segelflugzeuge zu fliegen, und machte mit 18 Jahren die Motorfluglizenz. Nach dem Besuch einer Flugshow auf dem Flugplatz Schupfart entschied er sich für eine Zukunft als Kunstflugpilot.
Bereits drei Jahre später wurde der gelernte Flugzeugmechaniker Zweiter bei der Intermediate Swiss Championship. Seitdem nahm er an zahlreichen Flugshows und Air Races teil. Als erster Schweizer konnte sich Wyprächtiger 2010 für das renommierte Reno Air Race qualifizieren und landete bereits bei seiner ersten Teilnahme auf dem zweiten Rang. In Reno gelang ihm auch 2013 sein bislang größter Erfolg. Mit dem Swiss Air Racing Team erzielte er den ersten Platz in der Formula One. Es war der erste Sieg eines ausländischen Teams.
Wyprächtiger fliegt bei Rennen und Shows eine Cassutt III-M "Scarlet Screamer". Als Flugshow-Pilot kommentiert er seine Flüge für das Publikum live aus dem Cockpit.

## Erfolge

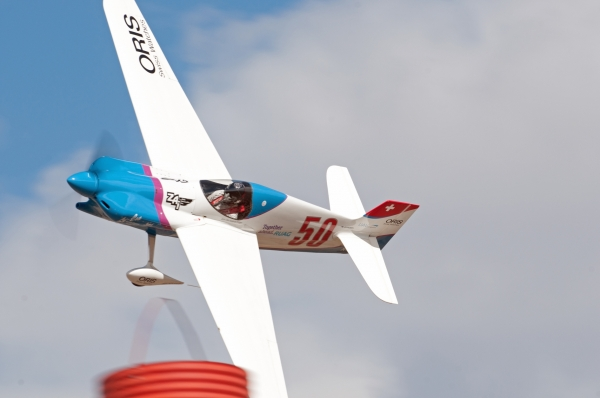
Mit seiner Cassutt III-M "Scarlet Screamer" gewann Vito Wyprächtiger 2013 die Reno Air Race Formula One.

- 2004: 2. Platz Intermediate Swiss Championship
- 2005: Swiss Advanced Aerobatic Champion
- 2006: 2. Platz Acro Cup Bex, 2. Platz Acro Cup Buttwil, 3. PlatzSwiss Advanced Aerobatic Championship, 1. Platz Acro Cup
- 2007: 2. Platz Swiss Advanced Aerobatic Championship
- 2010: 2. Platz Reno Air Race Formula One, Rookie of the Year
- 2011: 2. Platz Reno Air Race Formula One
- 2012: 3. Platz Reno Air Race Formula One
- 2013: 1. Platz Reno Air Race Formula One[1]
- 2014: 2. Platz Reno Air Race Formula One
- 2015: 2. Platz Reno Air Race Formula One
- 2016: 2. Platz Reno Air Race Formula One
- 2017: 3. Platz Reno Air Race Formula One

## Sonstiges
Von 2008 bis 2010 war Wyprächtiger Director Engineering sowie Testpilot im Red Bull Air Race Team von Hannes Arch.
Wyprächtigers Swiss Air Racing Team wird unter anderem von einer Uhrenmarke gesponsert. Zudem macht er ab 2014 Werbung für eine Brillenmarke.